# Грифув-Шльонський (гміна)
Гмі́на Гри́фув-Шльо́нський (пол. Gmina Gryfów Śląski) — місько-сільська гміна у південно-західній Польщі. Належить до Львувецького повіту Нижньосілезького воєводства.
Станом на 31 грудня 2011 у гміні проживало 10218 осіб.

## Площа
Згідно з даними за 2007 рік площа гміни становила 66.61 км², у тому числі:
- орні землі: 62.00%
- ліси: 24.00%

Таким чином, площа гміни становить 9.38% площі повіту.

## Населення
Станом на 31 грудня 2011:
| Опис     | Загалом | Загалом | Чоловіки | Чоловіки | Жінки | Жінки |
| -------- | ------- | ------- | -------- | -------- | ----- | ----- |
| одиниця  | осіб    | %       | осіб     | %        | осіб  | %     |
| все      | 10218   | 100     | 4930     | 48.25    | 5288  | 51.75 |
| міське   | 7055    | 100     | 3345     | 47.41    | 3710  | 52.59 |
| сільське | 3163    | 100     | 1585     | 50.11    | 1578  | 49.89 |

## Сусідні гміни
Гміна Грифув-Шльонський межує з такими гмінами: Лешна, Любань, Любомеж, Львувек-Шльонський, Мірськ, Ольшина.